# 高学文
高学文（1956年8月—），黑龙江鸡西人，1985年12月加入中国共产党，1975年7月参加工作。研究生学历，高级工程师。曾任黑龙江省交通运输厅党组副书记、厅长。
曾长期在黑龙江省鸡西市交通局工作，历任地方道路管理站站长，运管处处长、助理工程师，副局长、工程师，局长。1999年5月，任鸡西市人民政府市长助理。2000年7月，任黑龙江省公路局副局长。2003年6月，任黑龙江省公路局党委书记、局长。2007年2月，任黑龙江省交通厅副厅长。2013年4月任黑龙江省交通运输厅厅长。
2014年10月17日，因涉嫌违法违纪被调查。2015年1月，经黑龙江省人民检察院指定管辖，黑龙江省鹤岗市人民检察院决定，依法对黑龙江省交通厅原厅长高学文涉嫌受贿犯罪立案侦查，并采取强制措施。2015年4月16日，黑龙江省纪委宣布，经查，高学文利用职务上的便利，为他人谋取利益，收受巨额贿赂；违反廉洁自律规定，接受可能影响公正执行公务的礼金、礼品。高学文的上述行为已构成严重违纪，其中受贿问题涉嫌犯罪。依据《中国共产党纪律处分条例》等有关规定，经省纪委审议并报省委批准，决定给予高学文开除党籍处分；由省监察厅报请省政府批准给予其行政开除处分；收缴其违纪所得；将其涉嫌犯罪问题及线索移送司法机关依法处理。